# Afsnit af Game of Thrones
Game of Thrones er en middelalderlig fantasy tv-serie skabt af David Benioff og DB Weiss, der havde premiere på HBO den 17. april 2011. Serien er baseret på A Song of Ice and Fire-romanerne af forfatteren George R. R. Martin. Serien foregår på de fiktive kontinenter Westeros og Essos. Serien omhandler magtkampe blandt de adelige familier, som de kæmper om kontrollen over Jerntronen og De Syv Kongeriger.

## Serieoversigt
| Sæson | Sæson | Antal afsnit | Originalt vist | Originalt vist  | DVD og Blu-ray udgivelsesdato | DVD og Blu-ray udgivelsesdato | DVD og Blu-ray udgivelsesdato |
| Sæson | Sæson | Antal afsnit | Sæsonpremiere  | Sæsonfinale     | Region 1                      | Region 2                      | Region 4                      |
| ----- | ----- | ------------ | -------------- | --------------- | ----------------------------- | ----------------------------- | ----------------------------- |
|       | 1     | 10           | 17. april 2011 | 19. juni 2011   | 6. marts 2012                 | 5. marts 2012                 | 10. august 2012               |
|       | 2     | 10           | 1. april 2012  | 3. juni 2012    | 19. februar 2013              | 4. marts 2013                 | 6. marts 2013                 |
|       | 3     | 10           | 31. marts 2013 | 9. juni 2013    | 18. februar 2014              | 24. februar 2014              | 19. februar 2014              |
|       | 4     | 10           | 6. april 2014  | 15. juni 2014   |                               |                               |                               |
|       | 5     | 10           | 12. april 2015 | 14. juni 2015   |                               |                               |                               |
|       | 6     | 10           | 24. april 2016 | 26. juni 2016   |                               |                               |                               |
|       | 7     | 7            | 16. juli 2017  | 27. august 2017 |                               |                               |                               |
|       | 8     | 6            | 14. april 2019 | 19. maj 2019    |                               |                               |                               |

## Afsnit

### Sæson 1 (2011)
| Nr. i serie | Nr. i sæson | Titel                                   | Instruktør     | Forfatter                                                                                            | Oprindelig sendedato | Antal seere i U.S.A (millioner) |
| ----------- | ----------- | --------------------------------------- | -------------- | --- | -------------------- | ------------------------------- |
| 1           | 1           | "Winter Is Coming"                      | Tim Van Patten | David Benioff & D. B. Weiss                                                                          | 17. april 2011       | 2.22                            |
| 2           | 2           | "The Kingsroad"                         | Tim Van Patten | David Benioff & D. B. Weiss                                                                          | 24. april 2011       | 2.20                            |
| 3           | 3           | "Lord Snow"                             | Brian Kirk     | David Benioff & D. B. Weiss                                                                          | 1. maj 2011          | 2.44                            |
| 4           | 4           | "Cripples, Bastards, and Broken Things" | Brian Kirk     | Bryan Cogman                                                                                         | 8. maj 2011          | 2.45                            |
| 5           | 5           | "The Wolf and the Lion"                 | Brian Kirk     | David Benioff & D. B. Weiss                                                                          | 15. maj 2011         | 2.58                            |
| 6           | 6           | "A Golden Crown"                        | Daniel Minahan | Historie af: David Benioff & D. B. Weiss Manuskript af: Jane Espenson og David Benioff & D. B. Weiss | 22. maj 2011         | 2.44                            |
| 7           | 7           | "You Win or You Die"                    | Daniel Minahan | David Benioff & D. B. Weiss                                                                          | 29. maj 2011         | 2.40                            |
| 8           | 8           | "The Pointy End"                        | Daniel Minahan | George R. R. Martin                                                                                  | 5. juni 2011         | 2.72                            |
| 9           | 9           | "Baelor"                                | Alan Taylor    | David Benioff & D. B. Weiss                                                                          | 12. juni 2011        | 2.66                            |
| 10          | 10          | "Fire and Blood"                        | Alan Taylor    | David Benioff & D. B. Weiss                                                                          | 19. juni 2011        | 3.04                            |

### Sæson 2 (2012)
| Nr. i serie | Nr. i sæson | Titel                        | Instruktør     | Forfatter                                               | Oprindelig sendedato | Antal seere i U.S.A (millioner) |
| ----------- | ----------- | ---------------------------- | -------------- | ------------------------------------------------------- | -------------------- | ------------------------------- |
| 11          | 1           | "The North Remembers"        | Alan Taylor    | David Benioff & D. B. Weiss                             | 1. april 2012        | 3.86                            |
| 12          | 2           | "The Night Lands"            | Alan Taylor    | David Benioff & D. B. Weiss                             | 8. april 2012        | 3.76                            |
| 13          | 3           | "What Is Dead May Never Die" | Alik Sakharov  | Bryan Cogman                                            | 15. april 2012       | 3.77                            |
| 14          | 4           | "Garden of Bones"            | David Petrarca | Vanessa Taylor                                          | 22. april 2012       | 3.65                            |
| 15          | 5           | "The Ghost of Harrenhal"     | David Petrarca | David Benioff & D. B. Weiss                             | 29. april 2012       | 3.90                            |
| 16          | 6           | "The Old Gods and the New"   | David Nutter   | Vanessa Taylor                                          | 6. maj 2012          | 3.88                            |
| 17          | 7           | "A Man Without Honor"        | David Nutter   | David Benioff & D. B. Weiss                             | 13. maj 2012         | 3.69                            |
| 18          | 8           | "The Prince of Winterfell"   | Alan Taylor    | David Benioff & D. B. Weiss David Benioff & D. B. Weiss | 20. maj 2012         | 3.86                            |
| 19          | 9           | "Blackwater"                 | Neil Marshall  | George R. R. Martin                                     | 27. maj 2012         | 3.38                            |
| 20          | 10          | "Valar Morghulis"            | Alan Taylor    | David Benioff & D. B. Weiss                             | 3. juni 2012         | 4.20                            |

### Sæson 3 (2013)
| Nr. i serie       | Nr. i sæson | Titel                          | Instruktør        | Forfatter                   | Oprindelig sendedato | Antal seere i U.S.A (millioner) |
| ----------------- | ----------- | ------------------------------ | ----------------- | --------------------------- | -------------------- | ------------------------------- |
| 21                | 1           | "Valar Dohaeris"               | Daniel Minahan    | David Benioff & D. B. Weiss | 31. marts 2013       | 4.37                            |
| Kort handling her |             |                                |                   |                             |                      |                                 |
| 22                | 2           | "Dark Wings, Dark Words"       | Daniel Minahan    | Vanessa Taylor              | 7. april 2013        | 4.27                            |
| 23                | 3           | "Walk of Punishment"           | David Benioff     | David Benioff & D. B. Weiss | 14. april 2013       | 4.72                            |
| 24                | 4           | "And Now His Watch Is Ended"   | Alex Graves       | David Benioff & D. B. Weiss | 21. april 2013       | 4.87                            |
| 25                | 5           | "Kissed by Fire"               | Alex Graves       | Bryan Cogman                | 28. april 2013       | 5.35                            |
| 26                | 6           | "The Climb"                    | Alik Sakharov     | David Benioff & D. B. Weiss | 5. maj 2013          | 5.50                            |
| 27                | 7           | "The Bear and the Maiden Fair" | Michelle MacLaren | George R. R. Martin         | 12. maj 2013         | 4.84                            |
| 28                | 8           | "Second Sons"                  | Michelle MacLaren | David Benioff & D. B. Weiss | 19. maj 2013         | 5.13                            |
| 29                | 9           | "The Rains of Castamere"       | David Nutter      | David Benioff & D. B. Weiss | 2. juni 2013         | 5.22                            |
| 30                | 10          | "Mhysa"                        | David Nutter      | David Benioff & D. B. Weiss | 9. juni 2013         | 5.39                            |

### Sæson 4
| Nr. i serie | Nr. i sæson | Titel                          | Instruktør        | Forfatter                   | Oprindelig sendedato | Antal seere i U.S.A (millioner) |
| ----------- | ----------- | ------------------------------ | ----------------- | --------------------------- | -------------------- | ------------------------------- |
| 31          | 1           | "Two Swords"                   | D. B. Weiss       | David Benioff & D. B. Weiss | 6. april 2014        | 6.66                            |
| 32          | 2           | "The Lion and the Rose"        | Alex Graves       | George R. R. Martin         | 13. april 2014       | 6.31                            |
| 33          | 3           | "Breaker of Chains"            | Alex Graves       | David Benioff & D. B. Weiss | 20. april 2014       | 6.59                            |
| 34          | 4           | "Oathkeeper"                   | Michelle MacLaren | Bryan Cogman                | 27. april 2014       | 6.95                            |
| 35          | 5           | "First of His Name"            | Michelle MacLaren | David Benioff & D. B. Weiss | 4. maj 2014          | 7.16                            |
| 36          | 6           | "The Laws of Gods and Men"     | Alik Sakharov     | Bryan Cogman                | 11. maj 2014         | 6.40                            |
| 37          | 37          | "Mockingbird"                  | Alik Sakharov     | David Benioff & D. B. Weiss | 18. maj 2014         | 7.20                            |
| 38          | 8           | ""The Mountain and the Viper"" | Alex Graves       | David Benioff & D. B. Weiss | 1. juni 2014         | 7.17                            |
| 39          | 9           | "The Watchers on the Wall"     | Neil Marshall     | David Benioff & D. B. Weiss | 8. juni 2014         | 6.95                            |
| 40          | 10          | "The Children"                 | Alex Graves       | David Benioff & D. B. Weiss | 15. juni 2014        | 7.09                            |

### Sæson 5 (2015)
| Nr. i serie | Nr. i sæson | Titel                          | Instruktør       | Forfatter                   | Oprindelig sendedato | Antal seere i U.S.A (millioner) |
| ----------- | ----------- | ------------------------------ | ---------------- | --------------------------- | -------------------- | ------------------------------- |
| 41          | 1           | "The Wars to Come"             | Michael Slovis   | David Benioff & D. B. Weiss | 12. april 2015       | 8.00                            |
| 42          | 2           | "The House of Black and White" | Michael Slovis   | David Benioff & D. B. Weiss | 19. april 2015       | 6.81                            |
| 43          | 3           | "High Sparrow"                 | Mark Mylod       | David Benioff & D. B. Weiss | 26. april 2015       | 6.71                            |
| 44          | 4           | "Sons of the Harpy"            | Mark Mylod       | Dave Hill                   | 3. maj 2015          | 6.82                            |
| 45          | 5           | "Kill the Boy"                 | Jeremy Podeswa   | Bryan Cogman                | 10. maj 2015         | 6.56                            |
| 46          | 6           | "Unbowed, Unbent, Unbroken"    | Jeremy Podeswa   | David Benioff & D. B. Weiss | 17. maj 2015         | 6.24                            |
| 47          | 7           | "The Gift"                     | Miguel Sapochnik | David Benioff & D. B. Weiss | 24. maj 2015         | 5.40                            |
| 48          | 8           | "Hardhome"                     | Miguel Sapochnik | David Benioff & D. B. Weiss | 31. maj 2015         | 7.01                            |
| 49          | 9           | "The Dance of Dragons"         | David Nutter     | David Benioff & D. B. Weiss | 7. juni 2015         | 7.14                            |
| 50          | 10          | "Mother's Mercy"               | David Nutter     | David Benioff & D. B. Weiss | 14. juni 2015        | 8.11                            |

### Sæson 6 (2016)
| Nr. i serie | Nr. i sæson | Titel                    | Instruktør       | Forfatter                   | Oprindelig sendedato | Antal seere i U.S.A (millioner) |
| ----------- | ----------- | ------------------------ | ---------------- | --------------------------- | -------------------- | ------------------------------- |
| 51          | 1           | "The Red Woman"          | Jeremy Podeswa   | David Benioff & D. B. Weiss | 24. april 2016       | 7.94                            |
| 52          | 2           | "Home"                   | Jeremy Podeswa   | Dave Hill                   | 1. maj 2016          | 7.29                            |
| 53          | 3           | "Oathbreaker"            | Daniel Sackheim  | David Benioff & D. B. Weiss | 8. maj 2016          | 7.28                            |
| 54          | 4           | "Book of the Stranger"   | Daniel Sackheim  | David Benioff & D. B. Weiss | 15. maj 2016         | 7.82                            |
| 55          | 5           | "The Door"               | Jack Bender      | David Benioff & D. B. Weiss | 22. maj 2016         | 7.89                            |
| 56          | 6           | "Blood of My Blood"      | Jack Bender      | Bryan Cogman                | 29. maj 2016         | 6.71                            |
| 57          | 7           | "The Broken Man"         | Mark Mylod       | Bryan Cogman                | 5. juni 2016         | 7.80                            |
| 58          | 8           | "No One"                 | Mark Mylod       | David Benioff & D. B. Weiss | 12. juni 2016        | 7.60                            |
| 59          | 9           | "Battle of the Bastards" | Miguel Sapochnik | David Benioff & D. B. Weiss | 19. juni 2016        | 7.66                            |
| 60          | 10          | "The Winds of Winter"    | Miguel Sapochnik | David Benioff & D. B. Weiss | 26. juni 2016        | 8.89                            |